# Granville (Dakota del Nord)
Granville és una població dels Estats Units a l'estat de Dakota del Nord. Segons el cens del 2000 tenia 286 habitants.

## Demografia
Segons el cens del 2000, Granville tenia 286 habitants, 120 habitatges, i 77 famílies. La densitat de població era de 409 hab./km².
Dels 120 habitatges en un 34,2% hi vivien nens de menys de 18 anys, en un 55,8% hi vivien parelles casades, en un 6,7% dones solteres, i en un 35,8% no eren unitats familiars. En el 30% dels habitatges hi vivien persones soles el 17,5% de les quals corresponia a persones de 65 anys o més que vivien soles. El nombre mitjà de persones vivint en cada habitatge era de 2,38 i el nombre mitjà de persones que vivien en cada família era de 3,04.
Per edats la població es repartia de la següent manera: un 26,6% tenia menys de 18 anys, un 8,4% entre 18 i 24, un 24,5% entre 25 i 44, un 19,9% de 45 a 60 i un 20,6% 65 anys o més.
L'edat mediana era de 38 anys. Per cada 100 dones de 18 o més anys hi havia 100 homes.
La renda mediana per habitatge era de 24.444 $ i la renda mediana per família de 28.500 $. Els homes tenien una renda mediana de 27.500 $ mentre que les dones 14.464 $. La renda per capita de la població era de 14.576 $. Entorn del 7,5% de les famílies i el 9,9% de la població estaven per davall del llindar de pobresa.

## Poblacions més properes
El següent diagrama mostra les poblacions més properes.